# Van 't Hoffov zakon
Van 't Hoffov zakon podaja zvezo med osmotskim tlakom in koncentracijo topljenca pri osmozi, ki velja za razredčene raztopine:
{\displaystyle \pi =RTc\!\,.}
Pri tem je {\displaystyle \pi \,} osmotski tlak, {\displaystyle R\,} splošna plinska konstanta, {\displaystyle T\,} absolutna temperatura, {\displaystyle c\,} pa molarna koncentracija topljenca. Zakon se imenuje po nizozemskem kemiku Jacobusu Henricusu van 't Hoffu, ki je leta 1885 prvi ugotovil to zvezo.
Enačba je sorodna plinski enačbi za idealni plin:
{\displaystyle pV=nRT\!\,.}
Iz te se jo lahko izpelje, če se piše {\displaystyle c=n/V\,}. Osmotski tlak se je tu zapisal s {\displaystyle p\,}, {\displaystyle V\,} je prostornina raztopine, {\displaystyle n\,} pa množina (število molov) topljenca.

## Van 't Hoffov zakon za elektrolite
Van 't Hoffov zakon velja v zapisani obliki le za raztopine neelektrolitov. Pri elektrolitih, ki v vodni raztopini disociirajo, je van 't Hoff vpeljal korekcijski faktor {\displaystyle i\,}:
{\displaystyle \pi =iRTc\!\,.}
Korekcijski faktor je za razredčene raztopine močnih elektrolitov, ki disociirajo na dva iona (npr. HCl, NaOH, KI), približno enak 2, za močne elektrolite, ki disociirajo na tri ione (npr. MgCl2, Na2SO4), približno enak 3, za močne elektrolite, ki disociirajo na štiri ione (npr. AlCl3, Na3PO4) pa približno enak 4. Za šibke elektrolite ni preprostega pravila.